# Delaware en la guerra de Secesión
La esclavitud había sido un tema conflictivo en Delaware durante décadas antes de que comenzara la guerra civil americana. La oposición a la esclavitud en Delaware, importado de Pennsylvania, dominada por los cuáqueros, llevó a muchos propietarios de esclavos a liberarlos; la mitad de la población negra del estado era libre en 1810, y más del 90% ya eran libres en 1860. Esta tendencia también llevó a los legisladores conservadores a restringir las organizaciones negras libres, y la policía en Wilmington fue acusada de la dura aplicación de las leyes de esclavos fugitivos, mientras que muchos de Delaware secuestraban negros libres entre las grandes comunidades de todo el estado y los vendía a las plantaciones del sur.
Durante la Guerra Civil, Delaware era un estado esclavista que se mantuvo en la Unión. (Los votantes de Delaware votaron por la no se separación el 3 de enero de 1861.) Delaware había sido el primer estado en abrazar la Unión mediante la ratificación de la constitución, y sería el último en salir de ella, según el gobernador de Delaware en aquel momento.  Aunque la mayoría de los ciudadanos de Delaware que lucharon en la Guerra Civil sirvieron en regimientos de la Unión, algunos lo hicieron, de hecho, en las compañías de Delaware en el lado confederado en los Regimientos de Maryland y Virginia.
El gobierno de Delaware nunca abolió oficialmente la esclavitud; sin embargo, una gran parte de los propietarios de esclavos del estado liberó voluntariamente sus esclavos.
Dos meses antes del final de la Guerra Civil, el 18 de febrero de 1865, Delaware votó en contra de la Enmienda 13 a la Constitución de los Estados Unidos y por lo tanto votó, sin éxito, para continuar la esclavitud después de la Guerra Civil. Delaware ratificó la enmienda simbólicamente el 12 de febrero de 1901 -40 años después de la Proclamación de Emancipación de Abraham Lincoln. La esclavitud terminó en Delaware sólo cuando la decimotercera enmienda entró en vigor en diciembre de 1865. Delaware también rechazó la enmienda 14 de durante la era de la reconstrucción.